# Hem-Lenglet
Hem-Lenglet – miejscowość i gmina we Francji, w regionie Hauts-de-France, w departamencie Nord.
Według danych na rok 1990 gminę zamieszkiwały 462 osoby, a gęstość zaludnienia wynosiła 94 osób/km² (wśród 1549 gmin regionu Nord-Pas-de-Calais Hem-Lenglet plasuje się na 807. miejscu pod względem liczby ludności, natomiast pod względem powierzchni na miejscu 686.).